# کورتریجک
کورتریجک (به هلندی: Kortrijk) یک منطقهٔ مسکونی در هلند است که در استیختسه فخت واقع شده‌است. کورتریجک ۲۷۰ نفر جمعیت دارد.